# Cleveland Burke Lakefront Airport
Cleveland Burke Lakefront Airport (IATA: BKL, ICAO: KBKL, FAA LID: BKL) är en flygplats i Cleveland, Ohio. Flygplatsen har under flera år också använts som racingbana i Champ Car-serien. Flygplatsen ligger mycket centralt.

## Infrastruktur
Flygplatsen har två start- och landningsbanor (6L/24R och 6 R/24L) med en parallell taxibana vid sidan om. Vid banände 6 finns flygplatsbyggnaderna och plattan. ILS finns på bana 24R som även är den längsta banan.

## Trafik
Burke Lakefront har haft reguljärtrafik, men används nu bara för privatflyg.

## Racingbanan

Karta över racingbanan.

Burke Lakefront användes under drygt 20 år som en racerbana i Champ Car. Den ganska korta banan blev populär, tack vare dess bredd som tillät många förare tävla om positioner sida vid sida, och gav en hög genomsnittshastighet. Som åskådare såg man ofta hela banan, vilket gjorde den populär ur den bemärkelsen. För racerförarna var problem med referenspunkter det vanligaste problemet, samt bilens grepp på den guppiga betongen. Under det senare decenniet av banans historia gjordes den smalare vilket gjorde att medelhastigheterna sjönk.